# Into the Night (canción de Benny Mardones)
"Into the Night" es una canción del cantante de pop rock estadounidense Benny Mardones de su álbum Never Run, Never Hide. Inspirado por una familia empobrecida que Mardones conoció mientras escribía el álbum, el sencillo principal se convertiría en dos veces entre los 20 primeros y una melodía emblemática en el catálogo de Mardones.

## Descripción general
"Into the Night" trata temas de abandono y ayuda, sobre ayudar a alguien a salir de una situación difícil. En una entrevista con el YouTuber Professor of Rock antes de su fallecimiento, Mardones explicó que los orígenes de la canción se remontan al proceso de escritura del álbum Never Run, Never Hide. Él y el compositor Robert Tepper fueron a Miami y vivieron en un apartamento mientras trabajaban en canciones.
Los vecinos de Mardones eran una familia de cinco miembros: una madre, un padre que trabajaba en escenografía y tres adolescentes (dos niñas y un niño). Un día, el padre se fue, dejando a la familia en la indigencia. Mardones, queriendo ayudar en todo lo que pudiera, comenzó a pagarles a los adolescentes por trabajos ocasionales como pasear a su perro o hacer la compra. La paseadora de perros era Heidi, de 16 años. Una mañana, después de que Mardones hubiera pasado la mayor parte de la noche trabajando en el riff principal de "Into the Night", Heidi, vestida para ir a la escuela de manera bastante madura, se acercó a pasear al perro. Cuando Tepper hizo un comentario perdido después de que ella se fue, Mardones lo calló y le dijo: "Amigo, ella solo tiene 16 años, déjala en paz"
En un ataque de inspiración, Mardones tomó la línea y siguió adelante, contando lentamente la historia de esta familia a través de letras como "Es como tener un sueño / Donde nadie tiene corazón", destacando las luchas del padre en la escenografía, y el coro principal trata de sacar a la familia de la pobreza. Mardones continuó citando el éxito de la canción y las posteriores entrevistas de radio realizadas con Heidi para aclarar la controversia como lo que ayudó a sacar a la familia de su pobreza. A través de la exposición, Heidi conocería y finalmente se casaría con el hijo de un magnate inmobiliario con sede en Puerto Rico. El esposo de Heidi trajo a la familia a Puerto Rico para vivir con la pareja y le dio al hermano un trabajo en su empresa.
En la entrevista de Professor of Rock, Mardones también arroja luz sobre su poderosa interpretación vocal. El cantante cortó la voz principal en tres tomas, impresionando al productor del álbum e ingeniero de Styx desde hace mucho tiempo, Barry Mraz. El notorio puente instrumental aullante era originalmente una guía vocal para un saxofonista, pero al terminarlo, Mraz le dijo al cantante: "No usaremos un saxofón en este disco".
La canción es inusual por ser una de las diez grabaciones que ascendió al top 20 de la lista Billboard Hot 100 dos veces, en 1980 y 1989. Chubby Checker fue el primero en hacerlo con su versión de "The Twist", un sencillo que alcanzó el número 1 en septiembre de 1960 y nuevamente en enero de 1962.
"Into the Night" fue regrabada varias veces por Mardones:
- La versión original y más conocida de 1980, de Never Run, Never Hide (Duración: 4:32)
- La versión de 1989, lanzada en su álbum homónimo de Curb Records para capitalizar el renovado éxito del original. (Duración: 4:22)
- La versión de 2002, de A Journey Through Time (Duración: 4:26)
- La versión acústica de 2002, también en A Journey Through Time, [4] (Duración: 4:08)
- La versión de 2019, retitulada "Into the Night V3", producida por Joel Diamond (Duración: 3:46)
- Se puede encontrar un nuevo vídeo musical en el canal de YouTube de Diamond. [5]
- "Into the Night V3" fue remezclado dos veces, por Dirty Werk y por Eric Kupper. Estas versiones están más influenciadas por el dance que por el soft rock característico de Mardones. [6]

Mardones lanzó originalmente "Into the Night" en junio de 1980. La canción alcanzó el puesto número 11 en el Hot 100 durante dos semanas en septiembre, registrando 20 semanas en la lista antes de caer a finales de octubre. Mardones no pudo duplicar el éxito de "Into the Night" y se considera un  one-hit wonder.
En 1989, un segmento de una radio de Arizona llamado "Where Are They Now?" impulsó al DJ de Los Ángeles, Scott Shannon, a agregar la canción a su lista de reproducción, lo que finalmente la llevó de regreso a las listas nacionales, el 6 de mayo. Esta vez, alcanzó el puesto 20 la primera semana de julio, añadiendo 17 semanas a su anterior racha de 20, para un total de 37 semanas (no consecutivas).
"Into the Night" también fue un éxito en la radio para adultos contemporáneos esta vez, donde permaneció 19 semanas y alcanzó el puesto 20. 
La grabación original estaba en do menor. Poco antes de su retiro en 2017, Mardones lo interpretó en si menor para adaptarse a su voz envejecida.

## Controversia
La controvertida letra de apertura ha llevado a que la canción sea citada como una de las muchas canciones problemáticas que hombres adultos han escrito e interpretado sobre el deseo de tener relaciones sexuales con adolescentes.  Junto con canciones como el estándar de blues "Good Morning, Little School Girl", "Young Girl" de Gary Puckett & the Union Gap, "Christine Sixteen" de Kiss, "Seventeen" de Winger y "Jailbait" de Ted Nugent, "Into the Night" ha sido interpretada como una canción que trata sobre la sexualización de las adolescentes por parte de hombres adultos. En estas canciones, donde "las jóvenes son consideradas objetos sexuales apropiados",  los hombres describen fantasías de estupro. La controversia lírica se remonta al lanzamiento de la canción, en el que las estaciones de radio originalmente dudaban en reproducir la canción debido a la línea de apertura. No fue hasta que el sello Polydor de Mardones envió una carta explicando los orígenes de la canción que las estaciones comenzaron a reproducirla. 

## Video musical
Mardones hizo un vídeo musical para la canción, pero, como la canción fue lanzada un año anterior al inicio de transmisiones de MTV, no se transmitió ampliamente. Comienza con Mardones caminando por una calle y acercándose a una casa. La canción suena sobre el video y la letra sirve como monólogo de Mardones. Lo recibe en la puerta un hombre barbudo que canta la primera línea: "Ella tiene solo 16 años / Déjala en paz". Mardones camina hacia la parte trasera de la casa y mira por una ventana a una joven sentada malhumorada en su habitación. Luego, el video muestra a Mardones en un teléfono público, hablando con la chica al otro lado de la línea y profesándole su amor. El video vuelve a mostrar a Mardones regresando a la casa de la niña, cargando una alfombra enrollada. Él se arrastra por la ventana de su dormitorio y desenrolla la alfombra mágica. Cuando Mardones toma la mano de la niña, emprenden vuelo hacia el cielo nocturno. El video cierra con Mardones dándole una serenata a la niña mientras se abrazan; la escena se vuelve negra mientras se besan.
Durante muchos años, el vídeo fue difícil de encontrar en su totalidad, aunque aparecieron clips en infomerciales de compilaciones de Time-Life Soft Rock. El 2 de julio de 2016, se subió una versión completa del vídeo a YouTube.

## Rendimiento en listas
| Listas (1980)               | Máxima posición |
| --------------------------- | --------------- |
| Canadian Singles Chart      | 12              |
| Nueva Zelanda Singles Chart | 29              |
| Billboard Hot 100           | 11              |
| Lista (1981)                | Máxima posición |
| Australia Singles Chart     | 19              |

| Listas (1989)                | Máxima posición |
| ---------------------------- | --------------- |
| Billboard Hot 100            | 20              |
| Billboard Adult Contemporary | 20              |
| Billboard Album Rock Tracks  | 23              |

## Personal
Grabación de Polydor de 1980
- Benny Mardones – voz principal, coros
- Bobby Messano, Ron Blomm - guitarra
- Kinny Landrum - teclados
- Leigh Foxx – bajo
- Sandy Gennaro - batería
- Robert Tepper - coros
- Barry Mraz - productor, ingeniero
- David Gottlieb, Paul Speck - ingenieros asistentes
- Grabado en Quadradial Cinema Recording Studios, North Miami, FL.

Grabación en Curb de 1989
- Michael Lloyd - productor, ingeniero
- Benny Mardones – voz, coros
- Dennis Belfield – bajo
- Duane Evans – piano acústico, clavinet, fender rhodes, sintetizador, coros
- Ron Bloom - guitarra
- Ron Krasinski - batería

## Otras versiones
Nick Kamen hizo una versión de la canción para su álbum debut de 1987, Nick Kamen.
En 1991, el cantante de reggae Junior Tucker alcanzó el puesto 46 en Australia con la canción, retitulada "16 (Into the Night)". 
En 1992, Harlem Yu de Taiwán lanzó una versión de la canción en su álbum Harlem Music Station.
En 1995, el cantante australiano Peter Wilson lanzó una versión de la canción como sencillo.
En 1996, el grupo Fiji incluyó una versión de la canción en su álbum Born and Raised.
En 2010, Usher lanzó su propia versión, "Making Love (Into the Night)" en su álbum Raymond v. Raymond.
En 2020, Julio Iglesias Jr. y Mardones, antes de su fallecimiento, grabaron la canción a dúo para el álbum de Julio, Under The Covers, lanzado en 2022. La grabación está dedicada a la memoria de Mardones.

## Sampleo
La canción fue sampleada por el grupo de hip hop independiente Conrad Hilton en la canción "Into the Night/Heat of the Night" y la versión de Decoy de "Into the Night", ambos presentan a Benny Mardones en las canciones.
El rapero Triple J usó la melodía e interpoló "Into the Night" para su canción "16 Years Old". 
La banda estadounidense Pure Bath Culture interpola parte de la melodía y el estribillo de "Into the Night" en su canción "Scotty" del álbum Moon Tides de 2013.